# Fiscut, Arad
Fiscut (în germană Fischgut, Fisgut, în maghiară Fűskút) este un sat în comuna Șagu din județul Arad, Banat, România. La Fiscut se ajunge pe drumul comunal 92.
La numărul 115 se găsește biserica ortodoxă din sat, construita intre anii 1850-1865.

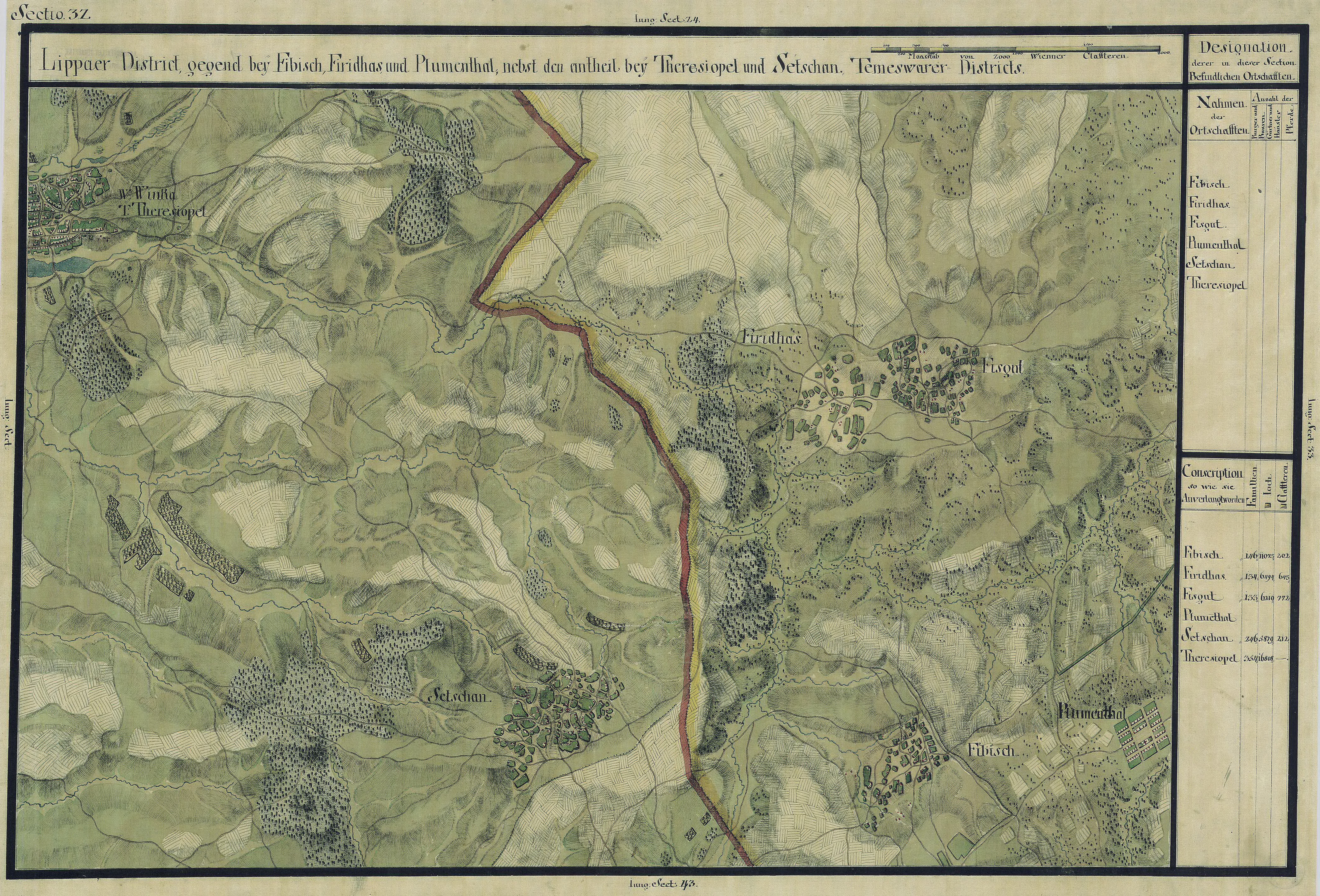
Fiscut în Harta Iosefină a Banatului, 1769-72